# Елжбета Кшешинска
Елжбѐта Ма̀рия Кшешѝнска (на полски: Elżbieta Maria Krzesińska) е полска спортистка лекоатлетка, специалистка в дисциплината скок на дължина, олимпийска шампионка, медалистка от европейски първенства, световна рекордьорка, треньорка, по образование стоматолог.

## Биография
Елжбета Дунска е родена на 11 ноември 1934 година във Варшава. Получава средно образование в лицей „Кажимеж Ягелончик“ в Елбльонг. През 1963 година се дипломира със специалност лекар стоматолог в Медицинската академия в Гданск. В 1968 година завършва обучение за треньор. Съпруга на скачача на овчарски скок и треньор Анджей Кшешински.
В своята спортна кариера се състезава за клубовете Спуйня (Гданск) (1949 – 1956, 1961 – 1963), ЛКС (Сопот) (1957 – 1960) и Скра (Варшава) (1964 – 1965). Част е от полската група на три олимпийски игри. На игрите в Хелсинки (1952) постига дванадесето място в скока на дължина с резултат 5,65 м. На 20 август 1956 година поставя световен рекорд в скока на дължина като скача 6,35 м на състезание в Будапеща. На олимпиадата в Мелбърн същата година печели златен медал в скока на дължина с резултат, който изравнява собствения и световен рекорд (6,35 м). На следващите олимпийски игри в Рим (1960) печели сребърен медал в скока на дължина с резултат 6,27 м.
Участва на европейските първенства по лека атлетика в Берн (1954) и Белград (1962). На първото печели сребърен и на второто бронзов медал в скока на дължина.
За своите спортни успехи е удостоена с Кавалерски и Офицерски кръст на ордена на Възраждане на Полша. През 1956 година е избрана за най-добър спортист на годината в Полша от читателите на „Пшегльонд Спортови“. Заслужил майстор на спорта от 1962 година.
Елжбета Кшешинска умира на 29 декември 2015 година в родния си град.